# Шрадер, Юлиус

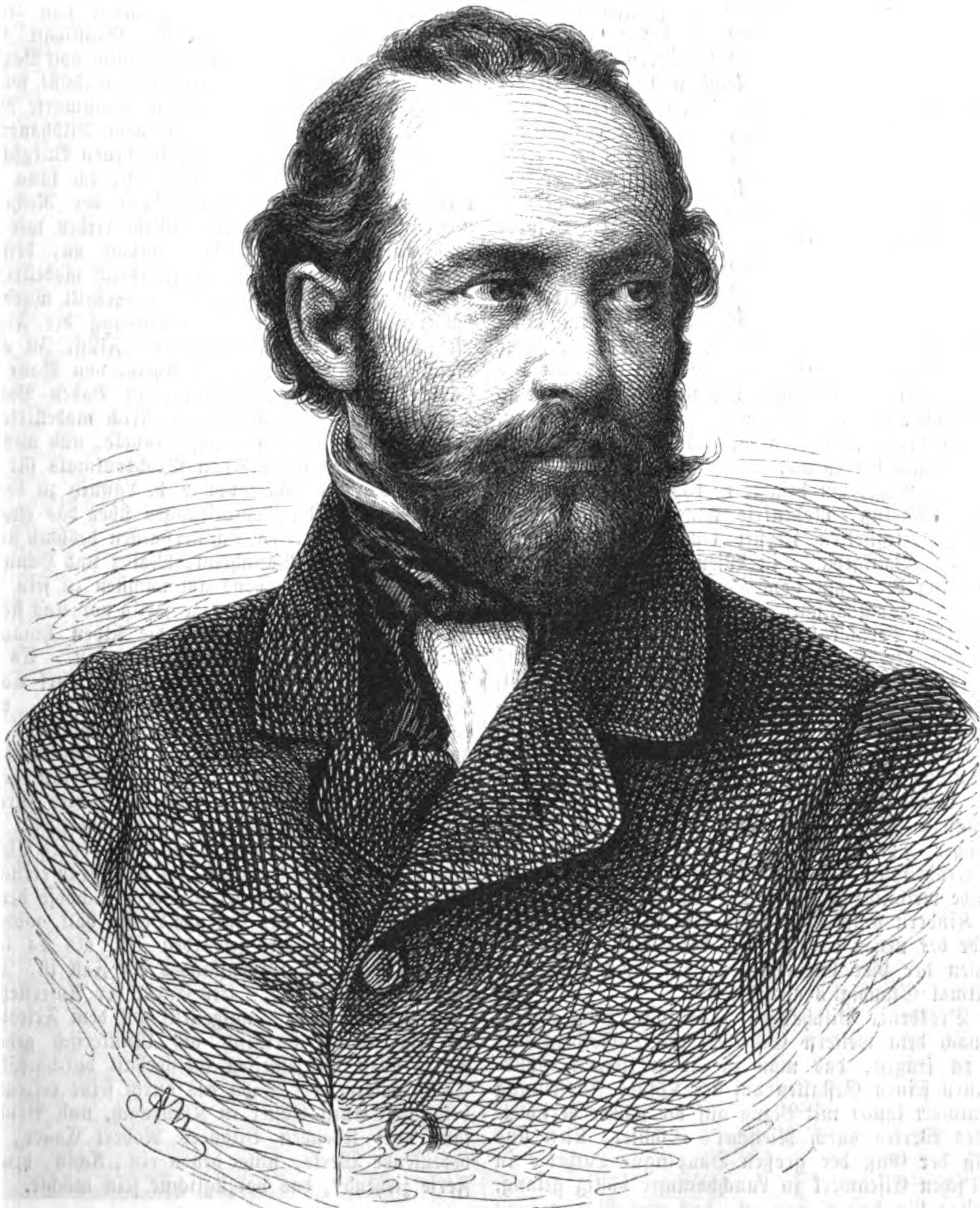
Портрет Юлиуса Шрадера работы Адольфа Ноймана

Юлиус Фридрих Антонио Шрадер (нем. Julius Friedrich Antonio Schrader; 1815—1900) — немецкий художник, относящийся к Дюссельдорфской художественной школе, а также педагог.

## Биография
Родился 16 июня 1815 года в Берлине.
C 1830 по 1832 годы обучался в Берлинской академии искусств. В 1837—1844 годах учился в Дюссельдорфской академии художеств у Фридриха Вильгельма фон Шадов. После окончания академии Шрадер остался в Дюссельдорфе и стал писать портреты и исторические картины, одной из которых стала работа Vergiftungsversuch an Kaiser Friedrich II («Покушение на императора Фридриха II»).
С 1845 по 1848 годы Юлиус Шрадер путешествовал по Европе, посетил Италию (Рим), а также Голландию, Бельгию, Францию и Англию. Вернувшись в 1848 году в Берлин, он всецело посвятил себя исторической живописи. В 1850-х годах отвлекался на роспись Нового музея в Берлине. С 1856 по 1892 годы Шрадер работал в качестве преподавателя в Берлинской академии искусств.
Умер 16 февраля 1900 года в Гросс-Лихтерфельде.

## Галерея

Некоторые работы
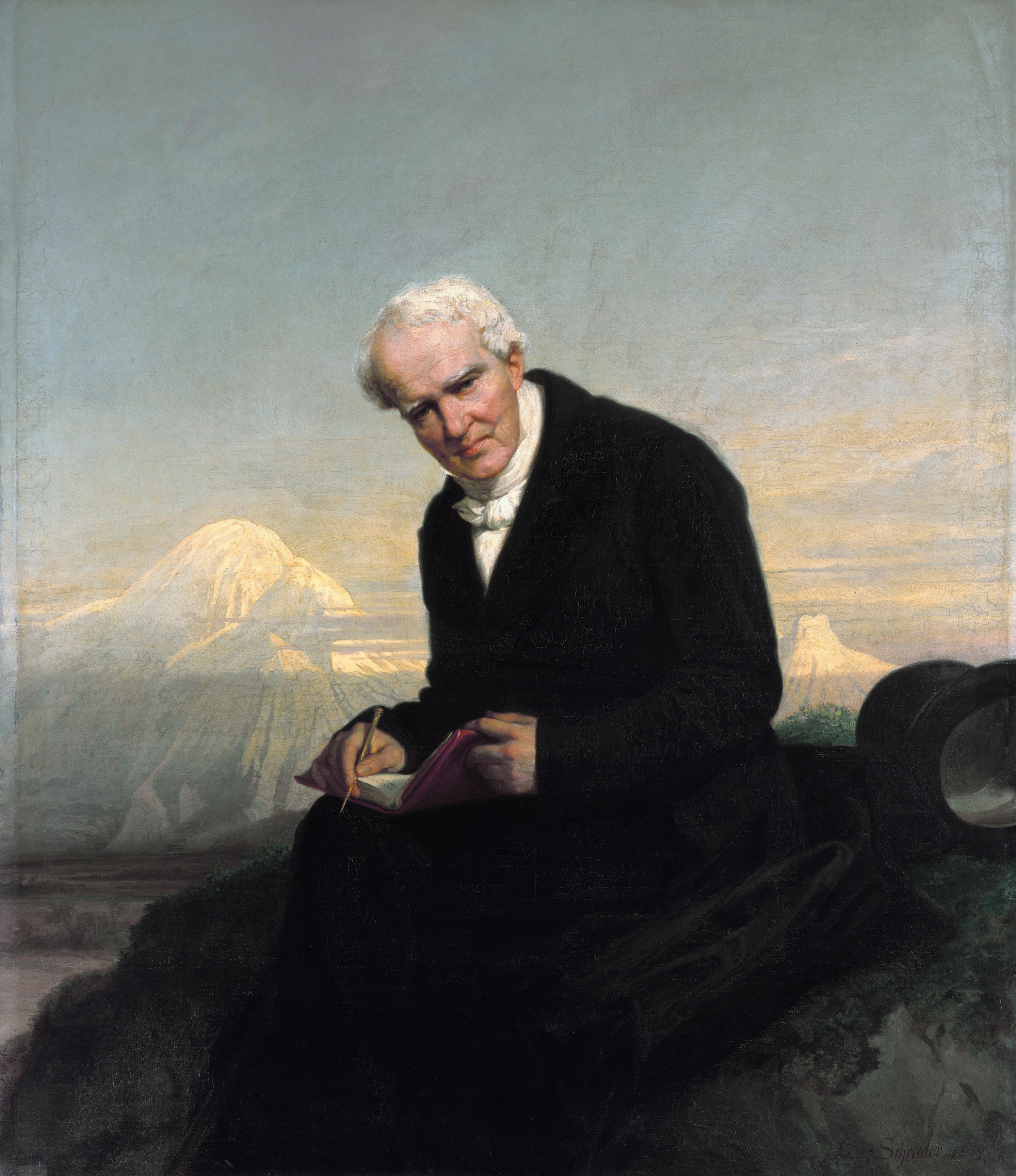
Александр фон Гумбольдт
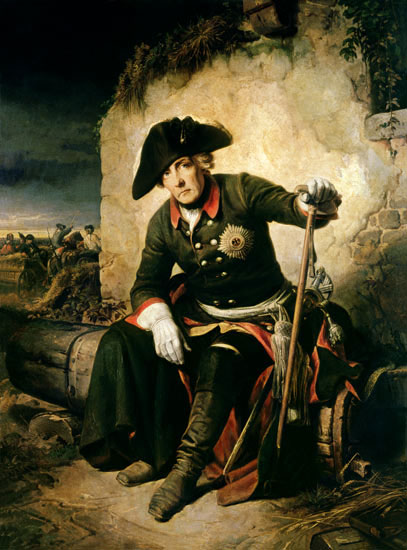
Фридрих II
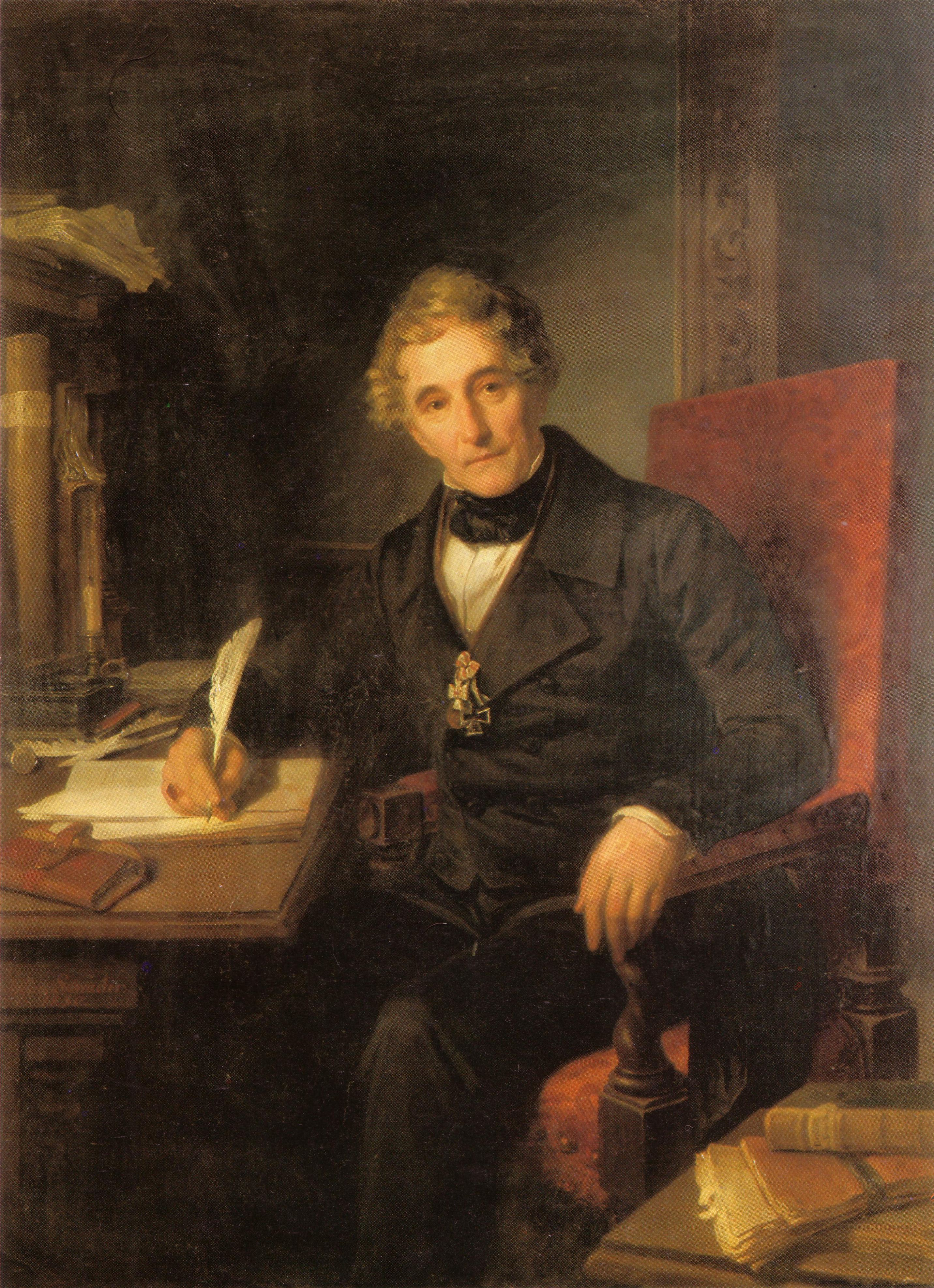
Heinrich Andreas de Cuvry

## Источник
- Шрадер, Юлиус // Энциклопедический словарь Брокгауза и Ефрона : в 86 т. (82 т. и 4 доп.). — СПб., 1890—1907.